# Жилино (Половинський округ)
Жи́лино (рос. Жилино) — присілок (колишнє село) у складі Половинського округу Курганської області, Росія.
Населення — 161 особа (2010, 217 у 2002).
Національний склад станом на 2002 рік:
- росіяни — 88 %